# Catocala kastshenkoi
Catocala kastshenkoi är en fjärilsart som beskrevs av Leo Andrejewitsch Sheljuzhko 1944. Catocala kastshenkoi ingår i släktet Catocala och familjen nattflyn. Inga underarter finns listade i Catalogue of Life.